# فرقه باروری

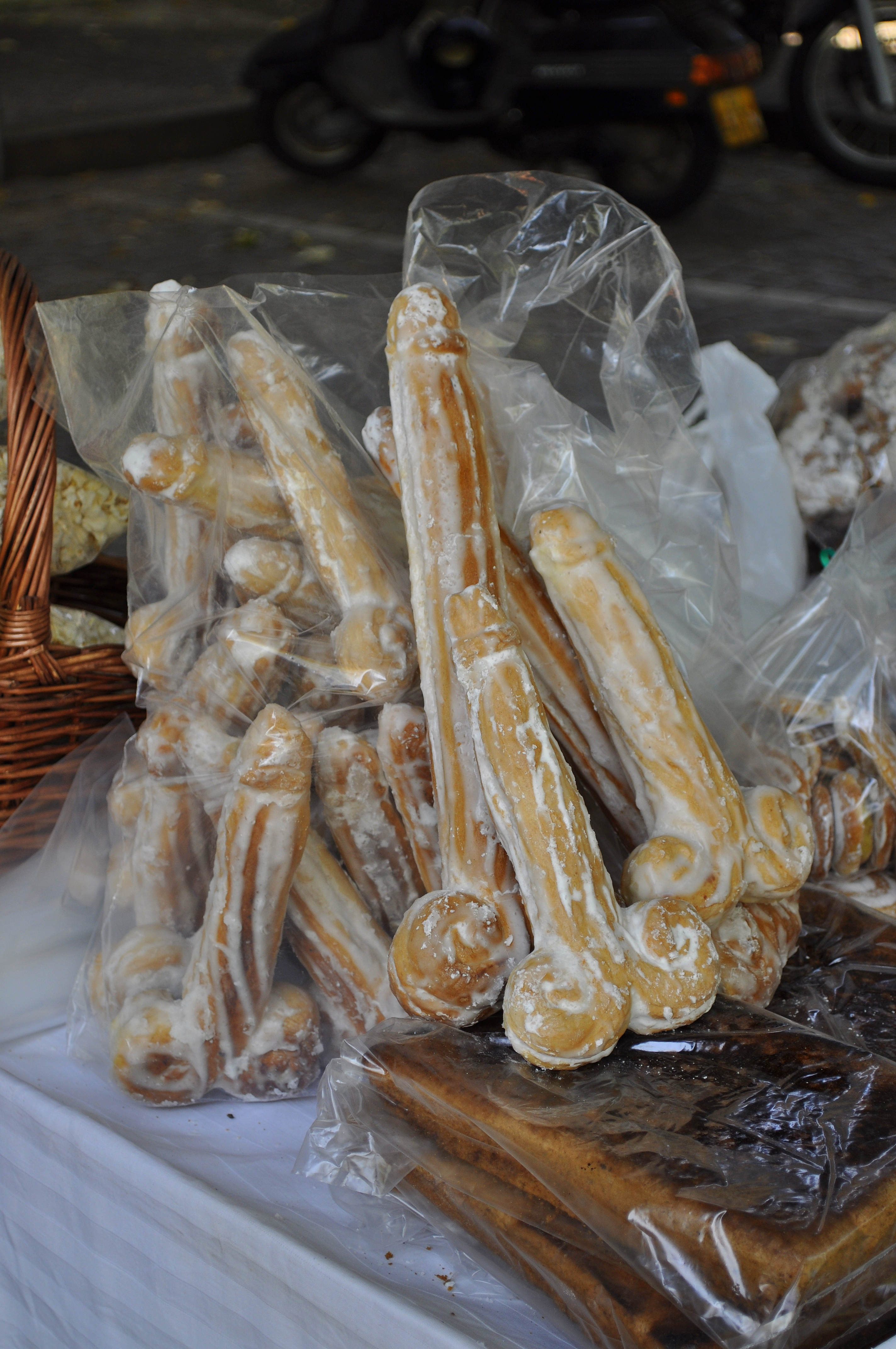
شیرینی سائو گونسالو، نوعی شیرینی پرتغالی است که ریشه در فرهنگ سلتی این ناحیه پیش از مسیحیت دارد.

فرقه باروری (به انگلیسی: fertility cult) یا آیین باروری آیین‌هایی هستند که برای تحریک تولیدمثل در انسان یا در جهان طبیعی در نظر گرفته می‌شدند. این آیین‌ها در پهنه وسیعی از آسیای مرکزی تا بین‌النهرین و اروپای غربی و شمال آفریقا رایج بوده‌اند. هدف این مراسم‌ها به دست آوردن خوراک و فرزندان فراوان و کنترل نیروهای غیرقابل پیش‌بینی طبیعت است. این مراسم‌ها به وسیله رقص، نیایش کردن، به‌کارگیری افسون و طلسم و اجرای نمایش‌های مقدس انجام می‌گیرند. این آیین‌ها ریشه در طبیعت دارند زیرا در جوامع کشاورزی اولیه به پدیده‌های طبیعی مانند باران و حاصلخیزی زمین یک شخصیت زنده خدا گونه می‌دادند. یکی از مشهورترین افسانه‌های پگان در این رابطه جستجوی ایزد بانوی زمین برای یافتن همسر یا فرزند گمشده (یا مرده) خود است، در این مدت که این ایزد غایب می‌شد سرسبزی و باروری زمین نیز از بین می‌رفت و با بازگشت او حاصلخیزی و باروری نیز بازمی‌گشت. این افسانه در حقیقت بازسازی نمادین چرخهٔ مرگ، تولد دوباره و بازسازی زندگی گیاهی بر روی زمین است که آن را در مرگ و بازگشت دوباره یک ایزد (اغلب مادینه)، یا ازدواج و آمیزش دو ایزد با یکدیگر و غایب شدن ایزد نر، و سپس بازگشت او تصور می‌کردند.
برخی از مراسم‌های آیین‌های باروری شامل پراکنده کردن اعضای تولیدمثلی حیوانات روی زمین‌های کشاورزی، نمایش یا کشیدن تصویر آلت تناسلی می‌شده‌است. در هند تصور می‌شد اگر باکرگی زنی با لینگام برداشته شود وی پس از ازدواج فرزندان فراوان خواهد داشت. همچنین تصور می‌شده که قربان کردن انسان یا حیوانات سبب آزاد شدن نیروی ایزدان و در نتیجه افزایش باروری و حاصلخیزی آن منطقه که قربانی در آن صورت گرفته‌است خواهدشد.

## فلسفه انجام
برای درک یک آیین باروری، باید این موضوع مورد توجه قرار گیرد که اگر دهقانی یک عملیات جادویی انجام دهد، این عمل دقیقاً چگونه با سایر فعالیت‌های کشاورزی او مطابقت دارد و این آیین برای حمایت از چه جنبه‌ای از چرخه کشاورزی است؟ برانیسلاف مالینوفسکی دانشمند مردم‌شناس در کتاب جادو، علم و دین نوشته‌است؛ باروری و حاصلخیزی تنها با ابزارهای فناورانه به دست نمی‌آید، با موارد غیرقابل‌حساب و ناپایدار مرتبط است. این موضوع به عنوان اثر یک قدرت غیرقابل پیش‌بینی در خارج از ساختارهای قابل اعتماد دنیای انسان تلقی می‌شود. مناسک باروری ابزاری برای مقابله با قدرت‌های خارجی است که خارج از کنترل ما هستند اما ما به آنها وابسته هستیم. مردمان با انجام مناسک سعی می‌کنند حداقل تا حدودی این نیروها را تحت تأثیر قرار داده و به سمت خود بیاورند.

## گوناگونی‌های جغرافیایی

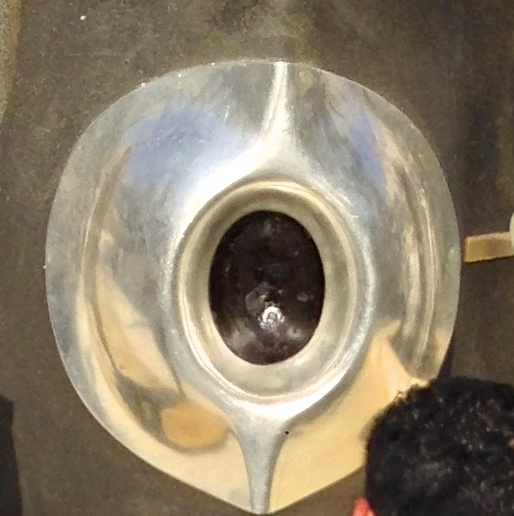
حجرالاسود در مکه. این سنگ با لایه‌ای از جنس نقره پوشانده شده‌است.

### یونان باستان
در یونان کلاسیک باور بر این بود که دمتر ایزد باروری است. در مراسم‌های مربوط به وی گذشت فصل‌ها جشن گرفته می‌شد.

### فنیقی‌ها
فینیقی‌ها در زمستان برای بازسازی روح تاک‌های پژمرده نوزادی را در شیر مادرش می‌پختند. برگزاری این مراسم قربانی توسط قانون موسی (پنج کتاب اول تنخ) ممنوع اعلام شد.
فنیقی‌ها پس از برداشت محصول مرگ آدونیس، نماد تجدید حیات طبیعت، را جشن می‌گرفتند. این جشن یکی از زیباترین جشن‌های فنیقی‌ها بود.

### شبه‌جزیره عربستان
برپایه گفته‌های ابن اسحاق، نخستین مورخ در زمینه تاریخ صدر اسلام، کعبه در گذشته نماد یک خدای زن بوده‌است. طواف معمولاً به صورت برهنه توسط زائران مرد و گاهی توسط زائران زن، انجام می‌شد. این مراسم همچنین شامل پرستش خدایان باروری نیز می‌شده‌است. برخی به شباهت ظاهری حجرالاسود با آلت‌تناسلی زنانه نیز اشاره کرده‌اند.